# Szderót
Szderót (héberül: שְׂדֵרוֹת, ’sugárutak’, arabul: سديروت) egykori fejlesztési város besorolású település Izrael Déli körzetében, a Negev-sivatag nyugati részén. Lakosainak száma 23 090 fő (2015). Szderót a Gázai övezet közelében, a határtól mintegy 840 méterre található.

## Földrajz
Szderót 1 kilométer (0,62 mi) a Gázai övezettől és Beit Hanoun városától. Népsűrűsége 6,800/km², területe 4,472 km².

## Története

### 20. század
Szderótot 1951-ben alapították az Izraelbe bevándorlók tranzittáboraként, amit elsősorban Kurdisztánból és Iránból érkezők telepítettek be. Eredetileg Gabim Dorotnak hívták, és 80 családnak adott otthont. Később átkeresztelték Szderótra, szimbolikusan a Negevben ültetett fák számtalan sugárútja felé, hogy leküzdjék az elsivatagosodást és szépítsék a száraz tájat. A Negev sok településéhez hasonlóan a "zöld irányt" a cionista víziónak megfelelően választották, amely szerint "virágoztatni kell a sivatagot". 
Az 1950-es évek közepétől a város sok marokkói zsidót vonzott be. Szderótban romániai zsidó bevándorlók is elkezdtek letelepedni. 1956-ban Szderótot helyi tanácsként ismerték el.  Az 1961-es népszámlálás során a lakosság 87%-át észak-afrikai bevándorlók tették ki, akik többnyire Marokkóból származtak, és 11%-uk Kurdisztánból. 

### 21. század
2001-től, a második intifáda kezdeti szakaszában a város a Gázai övezetből érkező rakéták célpontjává vált. A rakétatűz egyre gyakoribbá vált, miután izraeli kivonult Gázából 2005-ben, amikor a város folyamatosan rakéták célpontja (és áldozata) vált a Hamász és az Iszlám Dzsihád által indított Kasszam rakétákból.  A lakosság száma csökkent, mivel a családok kétségbeesetten elhagyták a várost. A város továbbra is szenvedett a közel-konstans rakétatüztől egészen a gázai háború 2009-es végéig, amely véget vetett a városra irányuló rendszeres rakétatűznek.
2023. október 7-én kezdődött a szderóti csata a Hamász nagyszabású meglepetésszerű támadásával Dél-Izrael ellen. Ez a támadás széles körben elítélésre került terrorcselekedetként. A Hamász fegyveresei legalább 50 civilt és 20 rendőrt mészároltak le.

## Fordítás
Ez a szócikk részben vagy egészben  a   Sderot című angol Wikipédia-szócikk ezen változatának fordításán alapul.  Az eredeti cikk szerkesztőit annak laptörténete sorolja fel. Ez a jelzés csupán a megfogalmazás eredetét és a szerzői jogokat jelzi, nem szolgál a cikkben szereplő információk forrásmegjelöléseként.